# Charles Johnson (Autor)
Captain Charles Johnson ist der Autor des Buches A General History of the Robberies and Murders of the most notorious Pyrates („Eine allgemeine Geschichte der Räubereien und Morde der berüchtigtsten Piraten“) aus dem Jahr 1724. Seine Identität bleibt jedoch rätselhaft, denn von einem Kapitän dieses Namens fehlen jegliche Aufzeichnungen. Längere Zeit wurde angenommen, dass es sich bei Captain Charles Johnson um ein Pseudonym des englischen Schriftstellers Daniel Defoe handelt. Obwohl das Werk vielfach noch immer unter dem Namen Defoes geführt wird, gilt dessen Urheberschaft in der Geschichts- und Literaturwissenschaft mittlerweile als weitgehend widerlegt. Das Werk beeinflusste maßgeblich das populäre Bild des Piraten und ist eine der am meisten genannten Quellen bei Biographien vieler zeitgenössischer Piraten.

## Die Suche nach der Identität
Wer Johnson wirklich war, ist bis heute nicht geklärt. Er zeigt ein Wissen über die Sprache und das Leben der Seeleute, das nahelegt, er sei ein echter Kapitän, aber ebenso gut kann er ein unter Pseudonym schreibender Schriftsteller sein. In diesem Falle wurde der Name wohl gewählt im Anklang an den Bühnenautor Charles Johnson, der 1712 ein erfolgloses Stück namens Der erfolgreiche Pirat (The Successful Pyrate) zur Aufführung brachte. Darin wurde die Karriere des Henry Avery verherrlicht; es löste einen kleinen Skandal aus, weil es einen Kriminellen pries. In der Folge taten sich etliche Autoren mit Biographien und Verzeichnissen von Kriminellen hervor, auch von zum Beispiel Straßenräubern und Prostituierten. Nach dieser Lesart nahm der vermeintliche Charles Johnson und sein Piratenverzeichnis an dem blühenden Geschäft mit Verbrecherbiographien teil.
1934 gab der amerikanische Literaturwissenschaftler und Defoe-Spezialist John Robert Moore seine Theorie bekannt, dass es sich bei Johnson in Wahrheit um den englischen Schriftsteller Daniel Defoe handele. Er veröffentlichte schließlich Defoe in the Pillory and Other Studies. Darin verglich er Stil und Inhalt der General History mit Defoes Werk und vermerkte, dass die regelmäßigen Betrachtungen zu moralischen Fragen bei Defoe in gleicher Form häufig auftauchen und dass letzterer mehrere Werke über Piraten geschrieben habe. Moores Studie und sein Ruf als Defoe-Spezialist waren so überzeugend, dass die meisten Bibliotheken die General History nunmehr unter Defoes Namen katalogisierten. 1988 wurde diese Theorie jedoch von den Wissenschaftlern P. N. Furbank und W. R. Owen angegriffen, die ausführen, dass es keine dokumentierten Belege gebe, die Johnson mit Defoe in Verbindung bringen und dass Diskrepanzen zwischen der General History und Defoes anderen Werken auszumachen seien.

## DieGeneral History
Das Buch wurde in zwei Bänden herausgegeben. Der erste Band A General History of the Robberies and Murders of the most notorious Pyrates (London 1724) beschäftigt sich hauptsächlich mit den Piraten des frühen 18. Jahrhunderts, wie Henry Avery, James Martel, Blackbeard, Stede Bonnet, Edward England, Charles Vane, „Calico Jack“ Rackham, Mary Read, Anne Bonny, Howell Davis, „Black Bart“ Roberts, Thomas Anstis, Richard Worley, George Lowther, Edward Low, John Evans, John Phillips, Francis Spriggs und Philip Roche. Hierbei hält sich Johnson vorgeblich nah an die vorhandenen Quellen, größtenteils Gerichtsakten der Admiralität, Logbücher und einige Befragungen. Es kann nicht mehr nachvollzogen werden, wo die Grenze zwischen Fakt und Fiktion verläuft. So beschreibt beispielsweise Johnson in der Biographie des ohnehin stark überzeichneten Edward Teach, alias Blackbeard, ein Gefecht mit dem Kriegsschiff HMS Scarborough, das im Logbuch der Scarborough aber überhaupt nicht auftaucht.
Der erste Verleger, Charles Rivington, betonte die Tatsache, dass die Auflistung auch Geschichten um „die bemerkenswerten Taten und Abenteuer der beiden weiblichen Piraten, Mary Read und Anne Bonny“ enthielt. Bereits wenige Monate später erschien eine zweite Ausgabe, umfassend erweitert und wohl aus weiteren Quellen zusammengestellt, unter dem Titel A General History of the Pyrates (London 1724). Das Buch erlebte weitere Ausgaben unter ähnlichen Titeln wie The history and lives of all the most notorious pirates, and their crews (London 1725), erweitert um die Biographie von John Gow alias Smith, und wurde bald in die vornehmsten europäischen Sprachen übersetzt. Eine kommentierte deutsche Übersetzung von Joachim Meier nach der englischen und der französischen Ausgabe erschien 1728 in Goslar.
Der zweite Band behandelte die Heldentaten ihrer piratischen Vorgänger einige Jahrzehnte zuvor, wie Thomas Tew, William Kidd, John Bowen, John Halsey, Thomas White, Thomas Howard, David Williams, Samuel Burgess, Nathaniel North, Christopher Condent, Samuel Bellamy und William Fly. Hier wird die Wahrheit noch etwas weiter strapaziert. Der Autor nimmt sogar die Biographien von drei Personen auf, die möglicherweise völlig fiktiv sind, wie die Kapitäne James Misson, Lewis und Cornelius. Auch bei der Beschreibung des Piratenstaats Libertatia handelt es sich um reine Fiktion.
Die Ausschmückungen und die sicher fiktionalen Geschichten stellen aber die historische Genauigkeit des gesamten Werkes in Frage. Dennoch beeinflusste das Buch maßgeblich die gängigen Vorstellungen über Piraterie und lieferte die Musterbiographien vieler heute noch bekannter Piraten.